# Andrej Vasilevskij
Andrej Andrejevitj Vasilevskij, född 25 juli 1994 i Tiumen, är en rysk ishockeymålvakt som spelar för Tampa Bay Lightning i NHL.
Han vann Vézina Trophy som NHL:s bäste målvakt 2019. Han blev Stanley Cup-mästare med Tampa Bay Lightning 2020 och 2021. I slutspelet 2021 vann Vasilevskij Conn Smythe Trophy, som delas ut till slutspelets mest värdefulla spelare.

## Klubblagskarriär

### NHL

#### Tampa Bay Lightning
Vasilevskij draftades i den första rundan i 2012 års NHL-draft av Tampa Bay Lightning som draftens 19:e spelare totalt.
Vasilevskij spelade för Salavat Yulaev Ufa i KHL mellan åren 2012–2014. Han inledde säsongen 2014/2015 med spel för Syracuse Crunch i AHL. Därefter debuterade han i NHL den 16 december 2014, då hans Tampa Bay Lightning vann med 3–1 över Philadelphia Flyers. Den 28 december 2016 gjorde Vasilevskij sin första poäng i NHL, då han assisterade fram lagkamraten Tyler Johnsons avgörande mål i förlängningen mot Montreal Canadiens.

## Landslagskarriär
Vasilevskij har representerat Ryssland på internationell nivå. Han deltog vid U18-VM 2010 och 2011. Vasilevskij är silvermedaljör vid JVM 2012 samt bronsmedaljör vid JVM 2013 och JVM 2014. Vasilevskij deltog i VM 2014 och vann där VM-guld. I sin första match i VM stoppade han 39 av 40 skott mot USA och vann utmärkelsen "bäste ryske spelare i matchen". Vasilevskij var även med i VM 2017. Ryssland vann VM-brons och Vasilevskij blev framröstad som "turneringens bäste målvakt".

## Privatliv
Vasilevskij har en bror, Aleksej, som också spelar ishockey.